# Källa församling
Källa församling var en församling i  Växjö stift och Borgholms kommun. Församlingen uppgick 2006 i  Högby-Källa-Persnäs församling.
2003 fanns det 236 personer i församlingen.

## Kyrkor
- Källa gamla kyrka (Källa ödekyrka)
- Källa nya kyrka

## Administrativ historik
Församlingen har medeltida ursprung.
Församlingen utgjorde fram till 1 maj 1917 ett eget pastorat för att då bli annexförsamling i pastoratet Högby och Källa, vilken den också varit från 1544 till 1635. Till detta pastorat fördes 1962 Persnäs församling och 1995 Böda församling. Församlingen uppgick 2006 i Högby-Källa-Persnäs församling som sedan 2010 uppgått i Nordölands församling.
Församlingskod var 088515.

## Series pastorum
| Ämbetstid              | Namn                       | Levnadstid             | Kommentar                               |
| (1477)                 | Andreas Benedicti          |                        |                                         |
| (1478)                 | Andreas Henrici            |                        |                                         |
| (1480)                 | Clemens Marei              |                        |                                         |
| (1485)                 | Esbernus Benedicti         |                        |                                         |
|                        | Laurentius                 |                        |                                         |
| (1525)–(1533)          | Elavus Laurentii           |                        |                                         |
| (1544)                 | Nils                       | d. 1544                | Högby och Källa församling sammanslagna |
| (1544)–(1550)          | Hans                       |                        | Högby och Källa församling sammanslagna |
| (1551)–(1565)          | Nicolaus Jonae             |                        | Högby och Källa församling sammanslagna |
| 1567–1602              | Ericus Laurentii           | d. 1602                | Högby och Källa församling sammanslagna |
| 1604–1635              | Petrus Johannis            | d. 1635                | Högby och Källa församling sammanslagna |
| ?–omkr. 1631           | Oestanus Petri             | d. omkr. 1631          |                                         |
| 1631?–1662?            | Oestanus Nicolai           |                        |                                         |
| 1663?–1690             | Daniel Oestani Kellander   | d. 1690                |                                         |
| 1691–1711              | Mathias Andreae Gynnerman  | 1651–1711              |                                         |
| 1712–1743              | Jonas Petri Sporselius     | 1674–1743              |                                         |
| 1743–1755              | Jonas Bökelund             | 1703–1783              |                                         |
| 1755–1769              | Aron Törngren              | 1718–1784              |                                         |
| 1769–1782              | Jonas Pihlqvist            | 1730–1810              |                                         |
| 1782–1792              | Eric Schottenius           | 1730–1792              |                                         |
| 1795–1805              | Olof Fornander             | 1751–1812              |                                         |
| 1805–1810              | Pehr Andreas Lindbom       | 1758–1828              |                                         |
| 1811–1824              | Erik Gustaf Hoflund        | 1771–1841              |                                         |
| 1824–1834              | Nils Magnus Eckerlund      | 1786–1834              |                                         |
| 1837–1846              | Christian Herman Ringberg  | 1792–1846              |                                         |
| 1850–1879              | Anders Gustaf Ringberg     | 1801–1879              |                                         |
| 1883–1893              | Anders Nordstén            | 1847–1922              |                                         |
| 1893–1899              | Axel Herman Nordstrandh    | 1858–1942              |                                         |
| 1899–1913              | Carl Herman Fagergren      | 1854–1947              |                                         |
| 1907 (1917)–1922       | Axel Magnus Lindell        | 1860–1922              | Högby och Källa församling sammanslagna |
| 1924–1932              | August Fabian Wide         | 1882–(åtminstone 1947) | Högby och Källa församling sammanslagna |
| 1933–(åtminstone 1951) | David Martin Emanuel Lundh | 1896–(åtminstone 1951) | Högby och Källa församling sammanslagna |